# Rhizoecus cocois
Rhizoecus cocois är en insektsart som beskrevs av Williams 1985. Rhizoecus cocois ingår i släktet Rhizoecus och familjen ullsköldlöss. Inga underarter finns listade i Catalogue of Life.